# 宽叶火炭母
宽叶火炭母（学名：Polygonum chinense var. ovalifolium）为蓼科蓼属下的一个变种。

## 扩展阅读
- 維基物種上的相關：宽叶火炭母